# Arambilet
Angel Luis Arambilet Alvarez, dit Arambilet (né le 16 septembre 1957 à Saint-Domingue, République dominicaine) est un écrivain, scénariste, peintre, graphiste, cinéaste et ingénieur de systèmes.
En Amérique latine et aux Caraïbes, il est considéré comme le créateur de la première nouvelle (Artes y Letras [Arts et Littérature], 1978) et le premier poème graphique (combinaison de texte et de graphiques - Arte y Cibernetica [Art et cybernétique], 1978) en utilisant le logiciel linetext art ou art ASCII, un combiné technique utilisant des cartes perforées, d'un processus de compilation COBOL (IBM modèle 370-115) et des imprimantes à haute vitesse.
Arambilet est intimement lié à l'histoire de l'informatique graphique du XXe siècle et de l'art parrainé par ACM SIGGRAPH, actuellement compilés par Anna Ursyn au Département des arts visuels de l'Université de Northern Colorado.
Prix littéraire national dominicain pour ses histoires courtes Les pétales de Cayenne (1994) et le roman Le sècrete de Neguri (2006).

## Œuvres
1. 1978 - Historiettes trilogie (Artes y Letras)
2. 1993 - Pétales de la Cayenne (Histoires courtes); prix littéraire nationale dominicaine 1994,  (ISBN 84-89546-02-9).
3. 1994 - La zone secrète (Poèmes);  (ISBN 84-89546-00-2).
4. 1994 - Homo Sapiens (Humour graphique)  (ISBN 84-89546-01-0).
5. 1996 - Quintette: Cinq histoires tristes (Nouvelle),  (ISBN 8489546037)
6. 1997 - Insectes (Humour graphique);  (ISBN 84-89546-05-3)
7. 1999 - Arambilet: Dix ans et cinq séries (1989-1999; Exposition d'art individuel, Casa Guayasamín, DR
8. 2000 - Le livre des passions (El livre de las pasiones, poesía);  (ISBN 99934-0-154-4)
9. 2002 - XIX Exposition d'art ELJ (Centro León. Bienal Eduardo León Jimenes). Travaux collectifs, DR
10. 2002 - Homo Sapiens: Caractères d'accrocher; Exposition d'art individuel, DPI galerie d'art, DR
11. 2002 - Histoires du àme (Scénario pour séries télévisées);  (ISBN 99934-0-154-4)
12. 2002 - Miriam Calzada: Montecristi (Documentaire. Barlovento CinemArt/24fps Productions).
13. 2003 - XXII Biennale nationale des arts visuels; Musée d'art moderne, Santo Domingo DR
14. 2003 - Marcos Lora Read: Kid Kapicúa. (Documentaire pour performance. Barlovento CinemArt/24fps Productions) Joan Guaita Art, Majorque, Espagne.
15. 2003 - Vidéographie numérique. Arambilet: Series (1983-2003)
16. 2004 - XX Exposition d'art ELJ (Centro León. Bienal Eduardo León Jimenes). Travaux collectifs, DR
17. 2005 - Le sècrete de Neguri (El secreto de Neguri, roman; Editoriale Alfaguara);  prix littéraire nationale dominicaine 2005.  (ISBN 99934-0-154-4)
18. 2005 - Le sècrete de Neguri (Documentaire). Comprend deux courts métrages basés sur le roman de Arambilet, par des cinéastes Peyi Guzmán et Esteban Martin.
19. 2005 - XXIII Biennale des arts visuels nationale (Musée d'art moderne, Santo Domingo DR)
20. 2006 - Le mystère du lamantin d'or (Scénario);  (ISBN 9945-00-050-0)
21. 2006 - Guarocuya (Scénario);  (ISBN 9945-00-063-2)
22. 2006 - Valse (Court métrage. Barlovento CinemArt/24fps Productions) Sélection officielle XXI biennale ELJ et Festival international du film Rainier.
23. 2006 - Sepiablue (Court métrage. Barlovento CinemArt/24fps Productions)
24. 2006 - In memoriam: Claudia.(Court métrage. Barlovento CinemArt/24fps Productions)
25. 2006 - Chance (Court métrage. Barlovento CinemArt/24fps Productions) Sélection officiel et nommé pour le meilleur film en langue étrangère à le Festival international du film San Fernando Valley International Film Festival 2007.
26. 2006 - Miniatures; Travaux collectifs. Viota galerie, PR; Arte Berry, RD
27. 2006 - XXI Exposition d'art ELJ (Centro León. Bienal Eduardo León Jimenes), Santiago, RD
28. 2007 - Dans Son image (Court métrage. Cinema Barlovento)